# Pratanurida cassagnaui
Pratanurida cassagnaui är en urinsektsart som beskrevs av Josef Rusek 1973. Pratanurida cassagnaui ingår i släktet Pratanurida, och familjen Neanuridae. Arten är reproducerande i Sverige.